# Vauréal
För andra betydelser, se Vauréal (olika betydelser).
Vauréal är en kommun i departementet Val-d'Oise i regionen Île-de-France i norra Frankrike. Kommunen ligger i kantonen L'Hautil som tillhör arrondissementet Pontoise. År 2022 hade Vauréal 16 079 invånare.

## Befolkningsutveckling
Antalet invånare i kommunen Vauréal
| Referens: INSEE |

## Galleri

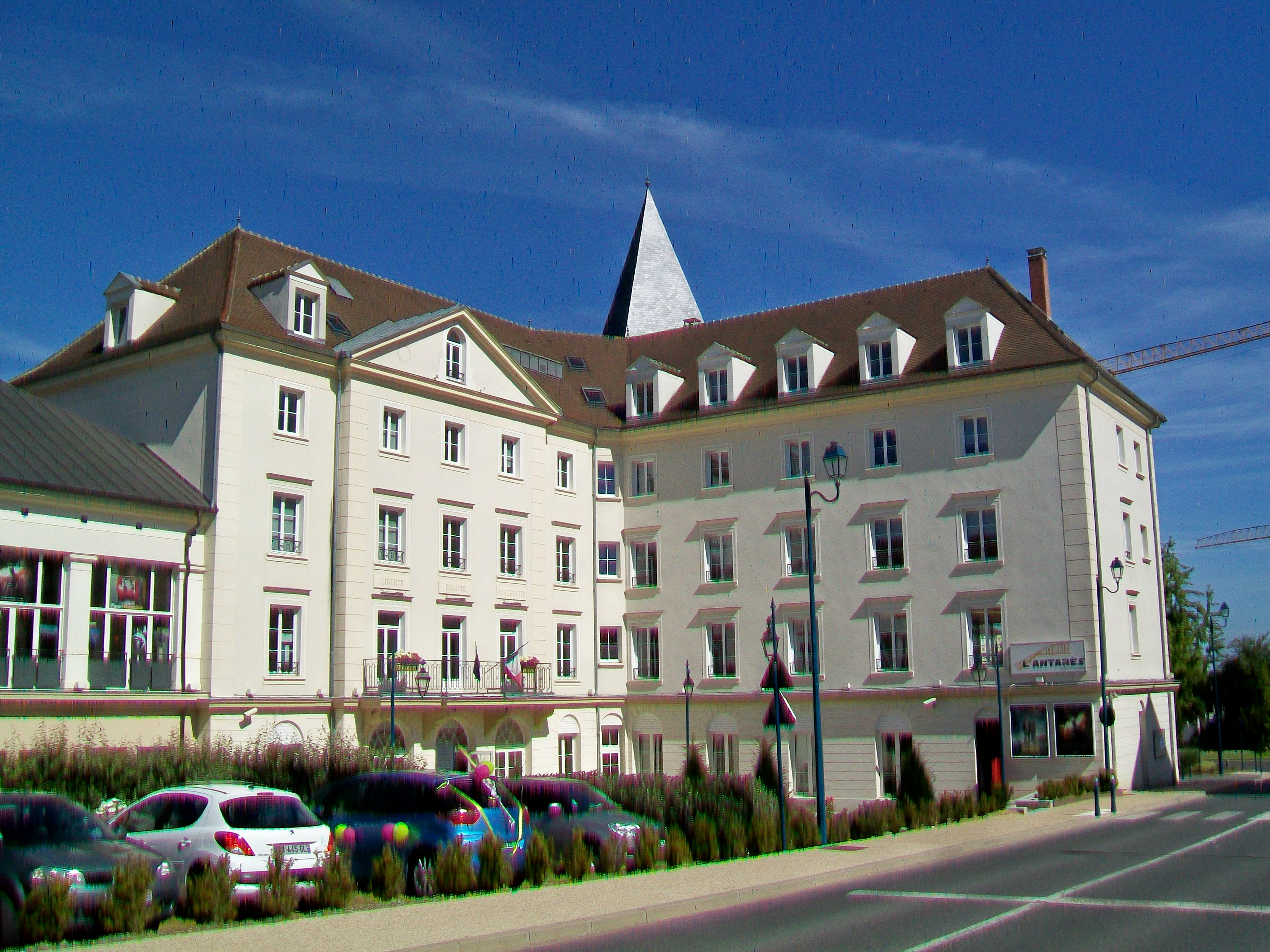
Kommunhus